# Итальянская народная партия (1919)
Итальянская народная партия (итал. Partito Popolare Italiano, PPI) — политическая партия Италии в 1919—1926 годах, чья идеология основывалась на идеях христианской демократии и католического социального учения. Предшественница послевоенной Христианско-демократической партии.
Эмблема партии, щит крестоносцев (итал. scudo crociato) с написанным на нём словом «Libertas», с одной стороны символизировала то что Народная партия защищает христианские ценности, с другой стороны подчёркивала её связь с коммунальным движением средневековых итальянских городов, из чего вытекало обязательство партии выступать за административную децентрализацию Италии.

## История
Долгое время Святой Престол, не желая признавать Королевство Италия и терять свою светскую власть, противодействовал политической активности итальянских католиков, что мешало развитию в стране христианско-демократического движения. Только в 1880-х годах, после смерти Пия IX, его преемник Лев XIII, хоть и не признал объединённое итальянское государство, всё же разрешил католикам принимать участие в парламентских выборах. Первой попыткой создания католического политического движения стал Конгресс дела (итал. Opera dei Congressi), созданный в 1874 году как неполитическая организация, но позже активно боровшийся против антиклерикального законодательства и законопроектов о разводе. В 1905 году после роспуска Конгресса была создана политическая организация Итальянский католический избирательный союз (итал. Unione elettorale cattolica italiana), призванный координировать участие католиков в выборах. В 1913 году папа Пий X отменил запрет на участие католиков в политике, что создало предпосылки для активного участия верующих в итальянской политической жизни. В том же 1913 году премьер-министр Джованни Джолитти, лидер партии «Левая», и лидер Католического избирательного союза граф Винченцо Отторино Джентилони заключили так называемый «Пакт Джентилони» (итал. Patto Gentiloni), согласно которому в обмен на голоса избирателей-католиков Джолитти согласился поддержать позиции Церкви по таким ключевым вопросам, как финансирование частных католических школ, блокирование закона о разводах и отдельную юрисдикцию для духовенства. Во многом благодаря этому соглашению правящая либерально-консервативная коалиция партий «Левая» и «Правая» смогла выиграть выборы в условиях введения в Италии всеобщего избирательного права, которое играло на руку левым партиям, таким как социалисты и радикалы.
После окончания Первой мировой войны католический священник Луиджи Стурцо, известный своей общественной и журналистской деятельностью, генеральный секретарь Центрального совета движения Итальянское католическое действие (ит. Azione Cattolica Italiana), начинает подготовку к созданию первой в Италии христианско-демократической партии. В период с ноября по декабрь 1918 года Стурцо провёл в Риме несколько подготовительных совещаний с членами группы «В смирении 36». Выработанные на этих совещаниях программные директивы зарождающейся партии были представлены в манифесте «Обращение к свободным и сильным» (итал. Appello ai liberi e forti), опубликованном 18 января 1919 года. Авторы манифеста высоко оценили роль только что учреждённой Лиги Наций, выступили в защиту свободы вероисповедания и преподавания, роли семьи и профсоюзов, сделав особый акцент на демократических реформах, таких, как расширение избирательного права (в том числе для женщин) и административной децентрализации, а также заявили о приоритете фермерских хозяйств над латифундизмом.
В создании Народной партии приняли участие Католическое действие Стурцо, национальные консерваторы во главе с Карло Сантуччи и Джорджо Джасини, умеренные клерикалы Альчиде де Гаспери, молодые христианские демократы из числа последователей Ромоло Мурри, деятели католических профсоюзов Акилле Гранди, Гвидо Мильоли и Джованни Гронки.
Благодаря тому, что с самого начала Народная партия имела тесные связи с Католическим действием, широко распространённым в Северной Италии, фермерскими группами Центральной Италии и католическими обществами взаимопомощи Южной Италии, она быстро стала массовой организацией, в короткие сроки обзаведясь большим количеством членов и сторонников. Важную роль в становлении партии сыграла поддержка многих священников, обеспокоенных ростом социалистических настроений в Италии, которые видели её как «католическую партию» и, следовательно, рассматривали как близкую к позициям Святого Престола. В то же время создатель Народной партии Стурцо, не желая зависеть от католической иерархии, с самого начала позиционировал её как светскую (партия католиков, но не католическая) и внеклассовую, объединяющую представителей разных классов, вдохновлённых христианским социальным учением. Именно поэтому партия и получила название Народная.
Недавно основанная Народная партия могла рассчитывать на содействие 19 депутатов парламента, избранных в 1913 году в рамках так называемого Пакта Джентилони. Первыми для народников стали выборы 1919 года, впервые проходившие по пропорциональной системе. Программа Народной партии включала в себя кардинальные принципы социальной доктрины Католической церкви, утверждая, среди прочего:
- заботу о целостности семьи
- предоставление женщинам права голоса
- необходимость академической свободы
- юридическое признание и свобода организации в профсоюзы
- развитие социального законодательства
- административную децентрализацию страны и автономию регионов
- проведение налоговой реформы, в том числе введение прогрессивного налогообложения
- предпочтение пропорциональной избирательной системы
- защиту свободы Церкви
- активное участие Италии в деятельности Лиги Наций и повышение её авторитета
- поддержку идеи всеобщего разоружения
- проведение антитрастовой политики.

Уже первые для Народной партии выборы показали, что в Италии появилась новая политическая сила, претендующая на лидерство. Народникам во главе со Стурцо удалось собрать 1 167 354 голосов избирателей (20,45 %), что позволило партии получить 100 мест в Палате депутатов и стать второй после социалистов фракцией парламента. Такой успех позволил Народной партии в мае 1920 года получить два места во II правительства Франческо Саверио Нитти. Впрочем кабинет оказался недолговечным и уже в июне народники приняли участие в формировании V кабинета Джованни Джолитти, получив на этот раз три портфеля.
В национальной политике после Первой мировой войны Народная партия, располагая второй по численности фракцией в парламенте и имея своих представителей в Совете министров, пыталась осуществлять функцию равновесия в борьбе левых и консервативных сил, разгоревшейся в то время в Италии. Несмотря на близость Народной партии по многим вопросам к левым, максимализм большинства социалистов и антиклерикализм более умеренных радикалов мешали сотрудничеству этих трёх ведущих партий Италии, что способствовало завоеванию власти фашистами Бенито Муссолини.
На выборах 1921 года Народная партия подтвердила своё влияние на избирателей. Хотя она и выступила чуть хуже, собрав 1 347 305 (20,39 %), но народники вновь стали второй партией страны после Социалистической и смогли увеличить своё представительство в Палате до 108 мест. Между тем, несмотря на спад рабочего движения, ситуация в Италии продолжает оставаться напряжённой. Продолжает набирать размах фашистский террор. Ультраправые боевики, пользуясь поддержкой со стороны истеблишмента, напуганного перспективой прихода к власти социалистов, коммунистов и анархистов, начали нападать не только на левых активистов, но и на деятелей Народной партии и близких к ней католических ассоциаций. Несмотря на подобные акты, в самой партии многие, опасаясь «красной угрозы» и под влиянием общей атмосферы «морализации», выступали против сотрудничества с левыми и борьбы с фашизмом.
После того, как состоялся Поход на Рим (1922 год), завершившийся передачей власти Национальной фашистской партии, в Народной партии произошёл раскол. В то время как Стурцо, преодолевший недоверие к левым, выступил в пользу партнёрства с социалистами, чтобы не допустить установления фашистской диктатуры, часть народников в октябре 1922 года поддержала правительство Муссолини, в которое вошли два члена партии, Винченцо Тангорра (министр финансов) и Стефано Каваццони (министр труда и социальной защиты). В апреле 1923 года позиции сторонников сотрудничества с дуче пошатнулись, так как IV Конгресс партии, который состоялся в Турине, выступил против изменения избирательной системы в угоду фашистам, что спровоцировало гнев Муссолини, начавшего жёсткую кампанию против «левого священника», как он называл Стурцо. Кроме того, Муссолини, представляя лидера народников как препятствие на пути решения Римского вопроса, добился того, чтобы тот также потерял поддержку Ватикана. В результате 10 июля 1923 года Стурцо был вынужден уйти в отставку с поста политического секретаря партии, а в следующем году и вовсе покинуть Италию. Тем временем Народная партия переживала внутренний кризис, так как её правое крыло заняло профашистские позиции и фактически вышло из партии. В ноябре 1923 года, при рассмотрении так называемого закона Ачербо, дававшего значительные преимущества при распределении мандатов Национальной фашистской партии, было решено, что представители народников воздержатся при голосовании. На практике 14 депутатов поддержали этот законопроект. Единственным депутатом от Народной партии, решившим поддержать левых, стал Джованни Мерицци.
6 апреля 1924 года в Италии состоялись досрочные парламентские выборы, прошедшие в обстановке насилия и фальсификаций со стороны фашистов. В результате Народная партия всё же смогла получить 645 789 голосов (9,01 %) и с 39 депутатами стала крупнейшей из нефашистских партий. Народная партия, во многом против воли церковной иерархии, пыталась противостоять установлению диктатуры Муссолини и находилась в оппозицию к фашистскому режиму вплоть до принудительного роспуска 5 ноября 1926 года. Все основные лидеры народников были вынуждены покинуть страну (Стурцо, Джузеппе Донати) или отказаться от участия в политической и общественной жизни (Де Гаспери, Пьетро Кампилли, Джузеппе Каппи).
В середине 1940-х годов многие лидеры и члены Народной партии, в том числе Де Гаспери и Стурцо, приняли участие в создании Христианско-демократической партии.

## Электорат
Наибольшей поддержкой Народная партия пользовалась в Венеции и северо-западной Ломбардии. Так, в 1919 году партия получила 42,6 % голосов в Венеции (в том числе 49,4 % в Виченце), 30,1 % в Ломбардии (64,3 % в Бергамо), 27,3 % в Марке, 26,2 % в Лацио и 24,4 % в Фриули-Венеция-Джулия, в то время как в Пьемонте и Южной Италии она выступила намного слабее.

## Фракции
Народная партия была разделена на две фракции. «Католические демократы» выступали за сотрудничество с социалистами, в то время как «Умеренные клерикалисты» поддерживали союз с либеральными партиями, что в конечном итоге и произошло. Среди последних был Альчиде де Гаспери, позднее ставший основателем и многолетним лидером Христианско-демократической партии. В начале 1920-х годов, опасаясь прихода к власти левых, часть деятелей партии поддержали Бенито Муссолини, войдя в 1922 году в состав его первого правительства, что вызвало раскол между противниками Муссолини и теми, кто его поддержал. Последние в конечном итоге присоединились к Национальной фашистской партии. В ноябре 1926 года Народная партия была распущена фашистскими властями.

## Результаты выборов
| Год  | Список          | Голоса    | %     | Места | Изменения |
| ---- | --------------- | --------- | ----- | ----- | --------- |
| 1919 | Народная партия | 1 167 354 | 20,45 | 100   | —         |
| 1921 | Народная партия | 1 347 305 | 20,39 | 108   | ▲8        |
| 1924 | Народная партия | 645 789   | 9,01  | 39    | ▼69       |

## Политические секретари
- 1919—1923 — Луиджи Стурцо
- 1923—1926 — Альчиде де Гаспери

## Национальные конгрессы
- 14—16 июня 1919 — I Конгресс (Болонья)
- 8—11 апреля 1920 — II Конгресс (Неаполь)
- 20—23 октября 1921 — III Конгресс (Венеция)
- 21—13 апреля 1923 — IV Конгресс (Турин)
- 28—30 июня 1925 — V Конгресс (Рим)